# David Oliver
David Oliver (24 de abril de 1982, Denver, Colorado) es un atleta estadounidense especialista en las carreras de vallas, donde ha conseguido una medalla de bronce en los Juegos Olímpicos de Pekín y la medalla de oro en el Campeonato Mundial de Moscú.
Ha sido cuatro veces campeón nacional. Su mejor marca es de 12.89, que es la cuarta mejor de todos los tiempos, por detrás de Aries Merritt, Dayron Robles y Liu Xiang.

## Palmarés
| Año  | Competición                 | Ciudad               | Clasificación | Disciplina   |
| ---- | --------------------------- | -------------------- | ------------- | ------------ |
| 2006 | IAAF Final Mundial          | Stuttgart, Alemania  | 5º            | 110 m vallas |
| 2007 | Campeonato del Mundo        | Osaka, Japón         | 4º (semis)    | 110 m vallas |
| 2008 | Campeonato del Mundo Indoor | Valencia, España     | 4º (semis)    | 60 m vallas  |
| 2008 | Juegos Olímpicos            | Pekín, China         | 3º            | 110 m vallas |
| 2008 | IAAF Final Mundial          | Stuttgart, Alemania  | 1º            | 110 m vallas |
| 2010 | Campeonato del Mundo Indoor | Doha, Catar          | 3º            | 60 m vallas  |
| 2010 | IAAF Diamond League         | Zúrich, Suiza        | 1º            | 110 m vallas |
| 2011 | Campeonato del Mundo        | Daegu, Corea del Sur | 4º            | 110 m vallas |
| 2013 | Campeonato del Mundo        | Moscú, Rusia         | 1º            | 110 m vallas |

## Marcas personales
| Carrera           | Tiempo  | Año  | Lugar     |
| ----------------- | ------- | ---- | --------- |
| 110 metros vallas | 12,89 s | 2010 | París     |
| 60 metros vallas  | 7,37 s  | 2011 | Stuttgart |